# Battaglia di Kirkuk (1733)
La battaglia di Kirkuk (1733) (nota anche come battaglia di Agh-Darband) fu l'ultima battaglia combattuta da Nadir Shah nella campagna di Mesopotamia dove si vendicò della sconfitta subita da parte degli ottomani guidati dal generale Topal Osman Pascià, che morì a Kirkuk. La battaglia fu uno dei numerosi trionfi di Nadir ma, sebbene si concluse con una vittoria schiacciante dei persiani, dovettero ben presto ritirarsi dall'area recentemente acquisita a causa di una ribellione scoppiata nella Persia meridionale e guidata da Mohammad Khan Baluch, privando così Nadir dei benefici di una grande vittoria che avrebbe potuto portare addirittura alla presa di Baghdad.

## Antefatto
Nadir, sconfitto nella battaglia di Samarra, si ritrovò immediatamente con delle forze pari a 30 000 uomini ma dovette lasciare l'assedio che stava ponendo a Baghdad. La perdita di tanti uomini d'esperienza sul campo e del prezioso equipaggiamento non poteva essere facilmente recuperata ed il primo obbiettivo di Nadir fu quello di restaurare il morale dei suoi combattenti che sino a quel punto si erano a ragion veduta creduti invincibili. Convocati i suoi ufficiali, Nadir iniziò con l'ammettere i propri errori: "...[Nadir] riportò che il suo fato era ormai comune a quello dei suoi uomini, ricordando loro i passati sacrifici ed il coraggio, promettendo di spazzare via in men che non si dicesse la recente sconfitta. Per questo, egli venne ammirato dai suoi ufficiali e dai suoi soldati e questi ripresero appieno il loro spirito non mostrando più riluttanza nel voler riprendere le armi contro i turchi."
Scoppiò nel frattempo una ribellione nella Persia meridionale sotto la guida di Mohammad Khan Baluch che raccolse il sostanziale malcontento delle masse e si fece supportare da alcune tribù arabe della regione. La soluzione di Nadir fu quella di posticipare il problema rappresentato da Topal Pasha e di occuparsi per primo della ribellione di Mohammad Khan.
Nadir sapeva infatti che la recente sconfitta di Samarra avrebbe certamente minato la sua reputazione e fatto insorgere altre ribellioni in Persia se non avesse agito al più presto, ma che fosse altrettanto necessario poi che egli (soprattutto per sé stesso oltre che per il suo paese) riprendesse le armi contro i turchi.
Topal Pasha stava a sua volta facendo i conti con le perdite subite (20 000 uomini in tutto, 1 uomo su 4 del suo esercito). Egli inviò delle richieste ad Istanbul e richiese di essere rimpiazzato da un generale più giovane (Topal Pasha aveva all'epoca circa 70 anni), ma non venne ascoltato in virtù del coraggio e delle sue abilità tattiche da sempre dimostrate sul campo di battaglia. Quando i persiani iniziarono l'invasione dell'Iraq egli era riuscito a raccogliere un esercito di circa 100 000 uomini.

## La battaglia

### La fase di apertura
Le spie di Nadir lo informarono di una forza di 12 000 uomini che si stava avvicinando attraverso la valle di Agh-Darband. Topal Pasha aveva predisposto questi uomini sotto la guida di Memish Pasha come avanguardia per il suo esercito che sarebbe seguito. Nadir inviò anch'egli un'avanguardia al comando di Haji Beg Khan di modo da attirare Memish Pasha verso l'esercito persiano. Proseguendo Haji Beg a distanza da Memish Pasha marciò dritto nell'imboscata tesagli da Nadir il quale dispose 15 000 uomini contro gli ottomani e batté facilmente il nemico. Memish Pasha che aveva inviato notizie a Topal Osman Pascià chiedendo ulteriori truppe per gli sforzi bellici, ora giaceva tra i morti della sua parte.
La sconfitta dei soldati di Memish Pasha venne seguita dalla rapida avanzata di Nadir col grosso del suo esercito contro le forze ottomane al comando di Topal Pasha che si trovavano a soli 5 chilometri di distanza. Topal Pasha sentendo qualcosa nell'aria, ordinò di fermare le truppe e di disporre gli uomini. Quando l'esercito persiano si avvicinò, Nadir formò il suo corpo di fanteria di linea contro i giannizzeri. Gli spari da ambo i lati continuarono per due ore.

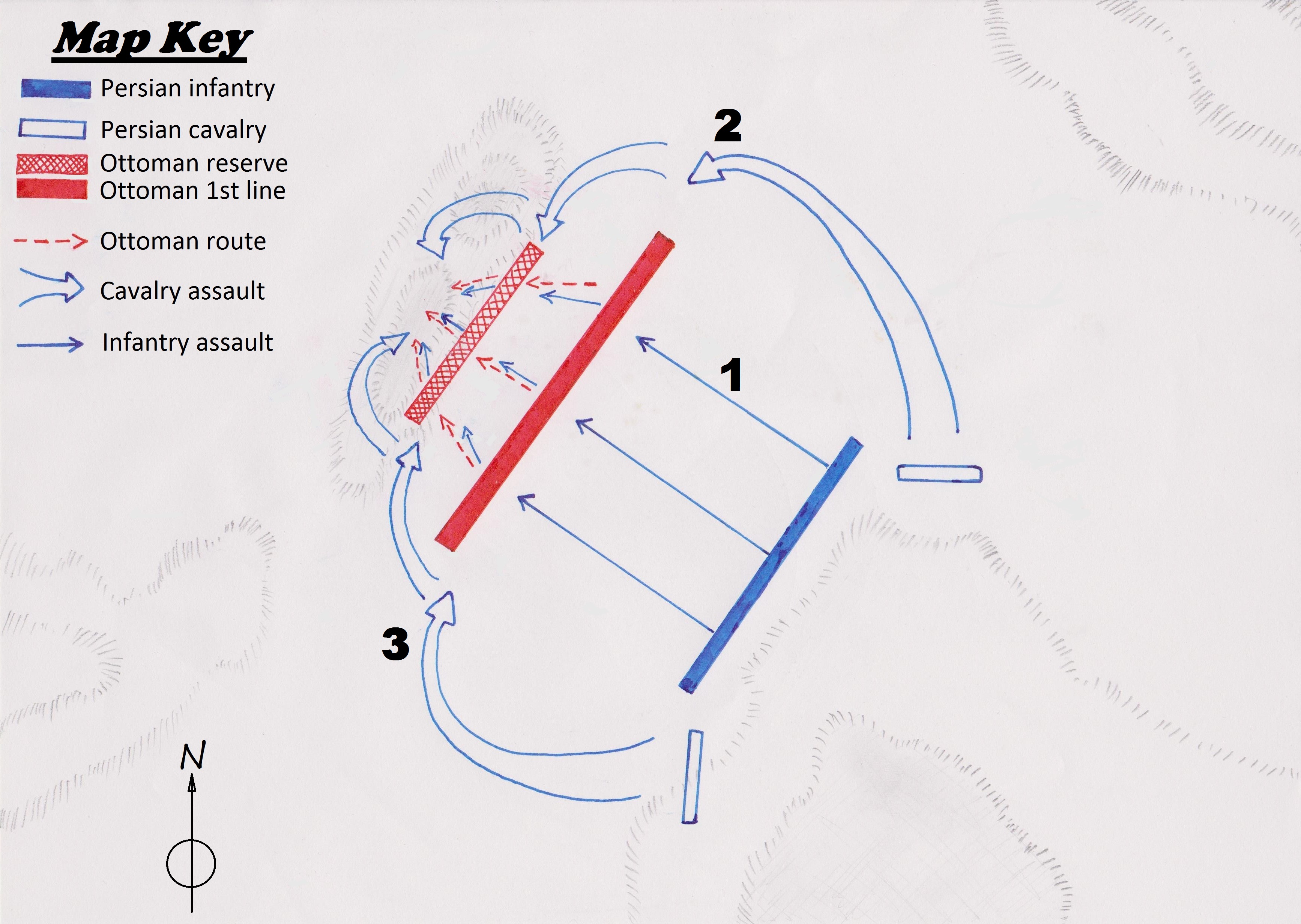
1. La fanteria persiana avanza contro la linea ottomana su ambo i lati ed i moschettieri si fronteggiano per due ore
2. Nadir invia Haji Beg Khan verso il fianco ottomano con 15000 cavalieri
3. Nadir fiancheggia gli ottomani con altri 15000 cavalieri.

### La fase conclusiva
Gli jazāyerchi persiani, dopo due ore di continui spari, decisero di caricare direttamente i giannizzeri nemici. Con impeccabile stile, Nadir rilasciò a questo punto due suoi contingenti da 15 000 cavalieri ciascuno con Haji Beg al comando di uno e sé stesso a capo dell'altro, accerchiando gli ottomani da due parti.
Gli ottomani, pressati ora da un assalto ad arma bianca condotto dagli Jazāyerchi e con due formazioni di cavalleria al fianco, iniziarono a collassare e vennero scalzati dalle loro posizioni. La situazione era così disperata che Topal Pasha dovette riconoscere il proprio fato e si mise a cavallo coi suoi uomini per la sua ultima battaglia, ma preferì morire combattendo che fuggire per il resto che gli rimaneva da vivere. Il vecchio generale venne colpito da due colpi di proiettile e dopo di che la sua testa venne decapitata e presentata a Nadir come trofeo di guerra.
La battaglia si concluse con 20 000 ottomani morti sul campo e tutta l'artiglieria perduta oltre ai bagagli. Per Nadir questa era una vendetta sufficiente a vendicare la sconfitta subita a Samarra. Nadir, per rispetto nei confronti di Topal Osman Pascià, ordinò che la sua testa fosse riunita al corpo, e che gli fosse data onorata sepoltura a Baghdad.